# 沃爾特爾卡卡冰原島峰
72°20′S 27°29′E / 72.333°S 27.483°E
沃爾特爾卡卡冰原島峰（英語：Vørterkaka Nunatak），是南極洲的冰原島峰，位於毛德皇后地的朗希爾德公主海岸，屬於南龍達訥山脈的一部分，1957年挪威製圖師根據美國海軍拍攝的空中照片繪入地圖，現時由南極條約體系管理。